# Cầu Brăila
Cầu Brăila là cây cầu treo đường ở Romania, đang được xây dựng trên sông Danube, giữa Brăila, một thành phố lớn ở phía đông România và bờ sông đối diện ở hạt Tulcea. Đây sẽ là cây cầu đầu tiên trên khu vực Danube trên biển và là cây cầu thứ tư trên đoạn sông Rumani. Cây cầu sẽ cải thiện khả năng tiếp cận giao thông đường bộ của khu vực Galați-Brăila đến Constanța và Tulcea, và kết nối giữa các khu vực Moldavia và Dobruja.

## Thông sốkỹ thuật
Dự án bao gồm việc xây dựng một cây cầu treo 1.974,30 m (6.477,4 ft)     chiều dài (với 1.120 m (3.670 ft)  nhịp chính và hai nhịp bên dài 489,65 m (1.606,5 ft) trên bờ sông Brăila và dài 364,65 m (1.196,4 ft) trên bờ sông Tulcea), hai cầu cạn truy cập 110 m (360 ft) chiều dài ở cả hai bên (sẽ thêm vào chiều dài của cây cầu treo) và đường nối với tổng chiều dài khoảng 23 km (14 mi). Toàn bộ dự án đang được xây dựng bởi các Astaldi và hệ thống cơ sở hạ tầng IHI hiệp hội, với chi phí ước tính khoảng €433 triệu.